# 罗让碑
罗让碑，位于中国河北省邯郸市康堤口村，为邯郸市大名县的一个省级文物保护单位，类型为石刻，公布时间为1982年7月23日。
罗让碑的历史年代为唐代。